# 9076 Shinsaku
9076 Shinsaku eller 1994 JT är en asteroid i huvudbältet som upptäcktes den 8 maj 1994 av den japanska astronomen Akimasa Nakamura vid Kuma Kogen-observatoriet. Den är uppkallad efter samurajen Shinsaku Takasugi.
Asteroiden har en diameter på ungefär 2 kilometer och den tillhör asteroidgruppen Vesta.